# Договірне право
Договірне право — система правових норм, що регулюють договірні відносини. Договірне право розподіляється на:
- загальні положення договірного права — наведені Цивільному кодексі України;
- положення окремих видів договорів, які об'єднанні в інститути галузей законодавства: цивільного, трудового, екологічного тощо). В цивільному законодавстві України норми Договірного права містяться передусім у Цивільному кодексі України.

На договори, як вид угод поширюються загальні положення глави 3 Цивільного Кодексу України про форму та інші умови дійсності угод, підстави і наслідки визнання їх недійсними тощо.
Деякі норми Договірного права регламентуються у загальних положеннях про зобов'язання (глави 14—19). Окремим видам договірних зобов'язань присвячені глави 20—38 розділу III («Зобов'язальне право»); зовнішньоторговельні угоди (договори) — в розділі VIII («Правоздатність іноземних громадян та осіб без громадянства. Застосування цивільних законів іноземних держав і міжнародних договорів»). Договірне право включає і ті норми загальних положень Цивільного Кодексу України, які визначають правовий статус фізичних та юридичних осіб, інших суб'єктів цивільного права, положення про представництво, довіреність, позовну давність тощо.
У системі Договірного права виділяють також загальне положення про договори — поняття договору та його види, принципи Договірного права, порядок укладання, зміни або розірвання договорів тощо.
У цивільному праві поняття договору є одним з основних. Ще римські юристи зазначали, що договори (сопігасіиз) є найрозповсюдженішим джерелом виникнення цивільних зобов'язань і надавали їм особливого значення, а римське право мало цілісну й досконалу систему договірних конструкцій, у якому були визначені особливості укладення, зміни та припинення договірних зобов'язань.